# Idaea adversaria
Idaea adversaria är en fjärilsart som beskrevs av Glaser 1857. Idaea adversaria ingår i släktet Idaea och familjen mätare. Inga underarter finns listade i Catalogue of Life.